# Zaliniejny
Zaliniejny (biał. Залінейны; ros. Залинейный) – osiedle na Białorusi, w obwodzie homelskim, w rejonie homelskim, w sielsowiecie Pakalubiczy. Graniczy z Homlem.